# BQ Aquaris E5
L'Aquaris E5 és un telèfon intel·ligent fabricat per l'empresa espanyola BQ. Funciona amb el sistema operatiu Android 4.4 Kitkat i va ser llançat el juliol de l'any 2014.

## Disseny
La part del darrere del terminal és de plàstic i forma un escala que dona pas al vidre de la pantalla. A la part de plàstic, en un lateral trobem la botonera amb el control de volum i el botó de desbloqueig. A l'altre lateral trobem els dos slots per a microSIM, que per obrir-ho es necessita una eina que ve inclosa a la caixa del terminal. A la part superior trobem l'slot per a una microSD, i per obrir-ho cal la mateixa eina anterior, i el jack de 3,5 mm. A la part inferior hi ha una connexió microUSB i els altaveus. Per acabar la part de plàstic, al darrere del terminal trobem el logo de BQ, el número de sèrie, el model, la càmera de 13 MP i el flaix LED. A la part de vidre, al damunt de la pantalla, trobem la càmera interior de 5 MP i l'altaveu per a trucades; a la part inferior, els botons d'Android.

## Programari
El terminal compta fins a la versió d'Android 4.4.2 Kitkat quasi sense modificacions, perquè adhereix algunes característiques com ara una millor gestió del doble slot de SIM, la personalització del panell d'ajustaments i el doble toc per encendre i apagar la pantalla.

## Maquinari
El terminal compta amb una bateria de 2.500mAh que, juntament amb la baixa resolució de la pantalla, ajuda a aguantar una jornada fàcilment, fins i tot amb algun joc esporàdic. L'Aquaris E5 compta amb un jack de 3,5 mm a la part superior i amb un altaveu a la part inferior. L'altaveu està situat en un lloc molt bo perquè no es tapi i té una potència i una qualitat molt acceptable.